# Rue de Sèvres
Rue de Sèvres är en gata i Paris sjätte, sjunde och femtonde arrondissement. Gatan är uppkallad efter staden Sèvres. Rue de Sèvres börjar vid Carrefour de la Croix-Rouge 2 och slutar vid Boulevard Pasteur 1 och Avenue de Breteuil 15.

## Omgivningar
- Notre-Dame-des-Champs
- Chapelle Notre-Dame-des-Anges
- Chapelle Saint-Vincent-de-Paul
- Saint-Sulpice
- Rue du Bac
- Rue Régis
- Rue de Bérite
- Rue Blaise-Desgoffe
- Rue Jean-Ferrandi

## Bilder
| - Gatuskylt. - Saint-Sulpice. - Notre-Dame-des-Champs. - Chapelle Notre-Dame-des-Anges. |

## Kommunikationer
- Tunnelbana – linjerna   – Sèvres – Babylone
- Busshållplats Vaneau – Saint-Romain – Paris bussnät

### Webbkällor
- ”Rue de Sèvres”. Mairie de Paris. https://web.archive.org/web/20190601153520/http://www.v2asp.paris.fr/commun/v2asp/v2/nomenclature_voies/Voieactu/8585.nom.htm. Läst 15 november 2023.
- ”Rue de Sèvres (6ème, 7ème et 15ème arrondissement)”. Les rues de Paris. https://web.archive.org/web/20160409053602/http://www.parisrues.com/rues06/paris-06-rue-de-sevres.html. Läst 15 november 2023.